# Trohlearni živec
Trohlearni živec (lat. nervus trochlearis) je četrti možganski živec in je po funkciji zgolj motoričen. Je edini, ki izstopa na zadnji strani možganskega debla, tik za spodnjim kolikulusom. Ima enotno jedro, ki leži nekoliko nižje od jedra okulomotoričnega živca. Po izstopu iz možganskega debla preide na njegovo sprednjo stran in nato poteka naprej v steni kavernoznega sinusa. V očnico vstopa skozi njeno zgornjo fisuro in oskrbuje mišico obliquus superior.  Trohlearni živec je po številu vlaken najmanjši od vseh možganskih živcev, vendar ima najdaljši znotrajlobanjski potek.